# Rodrigo Gral
Rodrigo Gral (sinh ngày 21 tháng 2 năm 1977) là một cầu thủ bóng đá người Brasil.

## Sự nghiệp câu lạc bộ
Rodrigo Gral đã từng chơi cho Júbilo Iwata, Yokohama F. Marinos và Omiya Ardija.